# Jos de Mey
Jos de Mey (Sint-Denijs-Westre, Gante, 10 de febrero de 1928 - Gante, 22 de diciembre de 2007) fue un pintor belga. Estudio Artes y se convirtió en profesor de una escuela de Arquitectura. A pesar de que disfrutaba enormemente con la enseñanza, paralelamente se fue interesando por las figuras imposibles. 
Como su formación y su experiencia estaban ligadas más al diseño que a la pintura, tuvo que formarse más en este campo para llevar a cabo las complejas imágenes que tenía en mente, imágenes, por otro lado, llenas de colorido y con numerosos elementos "homenaje" a artistas como Escher, Magritte o Brueghel. 
En el momento de su fallecimiento, residía en Zomergem, Bélgica.